# Egwene Alveren
Egwene Alveren is een hoofdpersonage uit de fantasy-boekencyclus Het Rad des Tijds, geschreven door Robert Jordan. Ze is een jong meisje uit het vredige dorpje Emondsveld dat de ‘Ene Kracht’ kan geleiden, en Aes Sedai wil worden. Ze is de jeugdvriendin van Rhand Altor, de Herrezen Draak, die geacht wordt de Duistere zelf te bevechten tijdens Tarmon Gai’don, de laatste slag.
Egwene Alveren werd geboren in 981 NE, als jongste dochter van Marin Alveren en Bran Alveren, de herbergier en dorpsmeester van Emondsveld in Tweewater. Ze heeft vier zussen; Berowyn, Alene, Elisa en Louise. Op haar 8ste werd ze ernstig ziek, en genas ze met name dankzij de goede zorgen van Nynaeve Almaeren, die zonder het zelf te weten de ‘Ene Kracht’ hiervoor gebruikte. Deze jonge Wijsheid van het dorp werd haar beste vriendin en Egwene helpt haar sindsdien met haar werk. Ze wil zelf ook een Wijsheid worden, en is opvallend nieuwsgierig naar de buitenwereld. Egwene heeft prille gevoelens voor Rhand Altor, en in het dorp wordt algemeen aangenomen dat de twee later zullen trouwen. Egwene is vrij klein, heeft grote bruine ogen en donker haar. Ze is zeer eigenwijs, wil steeds overal de beste in zijn en voelt zich, ondanks haar 16 jaren ouder dan de meeste van haar vrienden. Als ze ontdekt dat ze de Ene Kracht kan geleiden wil ze naar Tar Valon gaan om Aes Sedai te worden.

## Samenvatting van Egwenes avonturen

### Het Oog van de Wereld
Als Egwene Rhand, Perijn Aybara en Mart Cauton ziet vertrekken met Moiraine Sedais gezelschap, na de Trollok-aanval op Emondsveld, voegt ze zich bij het gezelschap. Op weg vertelt Moiraine dat ze de Ene Kracht kan geleiden en begint haar lessen in het geleiden te geven. In tegenstelling tot Nynaeve, die zich enige tijd later bij de reisgenoten voegt, wil Egwene direct Aes Sedai worden en alles leren over de Ene Kracht. Als het reisgezelschap uiteenvalt valt trekt ze met Perijn naar Caemlin en ontmoet ze de geweldloze Ketellapers (of het Trekkende Volk), waarmee ze zich zeer verwant blijkt te voelen. Vanuit Caemlin volgt ze Moiraine naar het Oog van de Wereld, waar zij erachter komt wie Rhand daadwerkelijk is: de Herrezen Draak.

### De Grote Jacht
Later vertrekt ze met Nyneave en het gezelschap van de Amyrlin Zetel vanuit Fal Dara naar de Witte Toren van Tar Valon, waar ze 'Novice' wordt, en Nynaeve ‘Aanvaarde’. In de Toren raakt ze direct bevriend met Min Fershaw en Elayne Trakand. Haar verliefdheid op Rhand is inmiddels voorbij en ze begint romantisch geïnteresseerd te raken in de halfbroers Gawein Trakand en Galad Damodred. Als ze van Liandrin Sedai hoort dat Rhand in gevaar is, volgt ze samen met Nynaeve en haar twee nieuwe vriendinnen Liandrin via de Saidinwegen naar de Kop van Toman. Daar blijkt dat Liandrin hen in een val gelokt heeft en wordt ze gevangengenomen door de Seanchanen. Ze wordt geketend met een halsband, de a'dam waardoor men haar Kracht kan beheersen en gebruiken. Deze gruwelijk ervaring maakt haar sterk en vastberaden. Nadat ze door haar vriendinnen bevrijd wordt keert ze terug naar de toren.

### De Herrezen Draak
In Tar Valon wordt ze 'Aanvaarde' en ontdekt men dat ze het talent van 'Droomlopen' bezit. Als ze dankzij dit talent ontdekt dat de zusters van de duistere Zwarte Ajah naar Tyr zijn getrokken, besluit zij deze met haar vriendinnen (Nynaeve en Elayne) op te speuren. De ontmoeting met een groep speervrouwen van de Aiel verruimt haar blik betreffende de toestand in de wereld. In Tyr schakelen de drie vriendinnen hulp van de dievenvanger Juilin Sandar in, die hen vervolgens verraadt. Terwijl ze zelf probeert om via de Wereld der Dromen hun gevangenis te openen, worden ze gered door Mart, terwijl Rhand en 'zijn' Aiel-krijgers de Steen van Tyr veroveren,

### De Komst van de Schaduw
In de Steen van Tyr verhoort zij de gevangen zusters van de Zwarte Ajah. Vervolgens volgt ze Rhand en zijn gezelschap naar de Aiel-woestenij, waar zij van de Wijzen van de Aiel meer leert over droomlopen en de wereld der dromen. In deze wereld ontmoet ze geregeld haar vriendinnen Nynaeve en Elayne, die het onderzoek naar de Zwarte Ajah voortzetten. De wereld der dromen blijkt zeer bruikbaar te zijn; de drie Aanvaarden doen geregeld nuttige ontdekkingen. In de Aiel-woestenij raakt Egwene bevriend met de Aielse Aviendha van de Taardad-stam, die ook in de leer is bij de Wijzen van de Aiel. Ze leert veel over het Aielvolk van haar, en bewonderd haar houding tijdens de zeer harde lessen van de Wijzen.

### Vuur uit de Hemel
Terwijl Egwene bemiddelt tussen Rhand en Aviendha, en de harde lessen van de Wijzen volgt, ontdekt ze in de Tel’aran’rhiod dat Elaida Sedai de nieuwe Amyrlin Zetel is. Ondertussen arriveert ze tezamen met Rhands Aiel leger bij de door de Shaido Aiel belegerde stad Cairhien. Tijdens de hieropvolgende slag is ze aanwezig op Rhands uitkijktoren om hem te helpen met de Ene Kracht. Ze overleeft de aanval van de Verzaker Sammael op de toren, en is aanwezig als Rhand Moiraine na de slag volgt naar de haven van Cairhien, waar ze worden geconfronteerd met de Verzaker Lanfir. Deze valt haar en Aviendha aan, waarna ze tezamen met Moraine in de Ter'angreaal van Rhuidean verdwijnt. De gewonde Egwene mag vervolgens van de Wijzen de Ter’aran’rhiod verlopig niet meer betreden.

### Heer van Chaos
Na enkele dagen breekt ze toch haar verbod, maar door onvoorzichtigheid raakt ze even gevangen in Gaweins droom. Het gezantschap van de toren voor de Herrezen Draak komt aan. Egwene waarschuwt Rhand voor hen. Een paar dagen later mag Egwene weer onder begeleiding in Tel'aran'rhiod. Daar wordt ze door de rebelse Aes Sedai uit Salidar opgeroepen. Ze betreedt de dromenwereld in levenden lijve en reist zo snel naar Salidar. Ze wordt door Sheriam opgevangen en die zegt dat ze opgeroepen is om de nieuwe Amyrlin Zetel te worden. Ze weet de Zaal te overtuigen, en wordt hierdoor verheven tot volwaardige Aes Sedai.

### Een Kroon van Zwaarden
Ze maakt Elayne en Nynaeve ook tot Aes Sedai en stuurt hen, onder bescherming van Mart naar Ebo Dar om de Schaal der Winden te vinden. Ze laten de gevangen Verzaker Moghedien aan Egwene over, maar die wordt bevrijd door Aran'gar. Ze overhaalt de Zaal om ten strijde te trekken tegen de Witte Toren en ze beginnen hun mars naar het noorden. Lan komt aan in Salidar. Egwene stuurt hem naar Ebo Dar waar hij Nynaeves leven redt.

### Het Pad der Dolken
Ze kruisen een Andoraans leger. Dat hen de toegang tot hun land weigert. Ze vertelt de Andoranen dat ze één maand ter plekke zullen blijven en daarna vertrekken. Ze opent ook de boeken van nieuwe Novices voor alle leeftijden. Door het gebruik van enkele oude wetten slaagt ze erin het alleen kan beslissen over alles wat over de oorlog tegen Elaida te maken heeft.

### Viersprong van Schemer
Na een maand Reizen ze naar de Tar Valon. Sommige Aes Sedai willen onderhandelen met de zusters uit de toren. Egwene staat het toe. Ze geeft opdracht om Cuendillar te maken om zo wat geld bij te verdienen. Er komt opwinding in de Zaal op het voorstel om Asha'man als zwaardhand te binden. Uiteindelijk komt het plan om de voedselvoorziening van de Toren af te sluiten door de ketting die de havens afsluit in Cuendillar te veranderen. Het plan mislukt en ze wordt gevangengenomen door Elaida

### Mes van Dromen
Ondanks haar gevangenschap in de Witte Toren weet Egwene angst en twijfel te zaaien onder de Aes Sedai aldaar. Verschillende van de blunders van Elaida komen zo aan het licht. Zware straffen van de Meesteresse der Novices, de Rode Silviana Brehon, kunnen Egwene nauwelijks iets doen. Egwene verbiedt het de opstandige Aes Sedai haar te redden omdat ze van plan is vanuit de Toren zelf Elaida ten val te brengen. Aan het einde van het boek is ze hard op weg dit te bereiken.